# Гінешть (Муреш)
Гінешть, Гінешті (рум. Ghinești) — село у повіті Муреш в Румунії. Входить до складу комуни Няуа.
Село розташоване на відстані 248 км на північ від Бухареста, 23 км на схід від Тиргу-Муреша, 101 км на схід від Клуж-Напоки, 109 км на північний захід від Брашова.

## Населення
За даними перепису населення 2002 року у селі проживали 386 осіб.
Національний склад населення села:
| Національність | Кількість осіб | Відсоток |
| -------------- | -------------- | -------- |
| угорці         | 364            | 94,3%    |
| цигани         | 17             | 4,4%     |

Рідною мовою назвали:
| Мова      | Кількість осіб | Відсоток |
| --------- | -------------- | -------- |
| угорська  | 364            | 94,3%    |
| циганська | 17             | 4,4%     |